# 阿雷辛
阿雷辛是德国巴伐利亚州的一个市镇。总面积29.89平方公里，总人口2733人，其中男性1366人，女性1367人（2011年12月31日），人口密度91人/平方公里。